# 달수의 집짓기
《달수의 집짓기》는 1995년 11월 24일에 MBC에서 방영한 베스트극장으로, 달수 시리즈의 두 번째 이야기로 집짓기 과정의 부조리를 통해 삼풍백화점 붕괴 사고와 같은 우리 사회의 총체적 부실을 풍자했다.

## 줄거리
살고 있는 집주인의 아들이 결혼하게 되면서 집을 비워달라는 요구에 달수는 새 집을 알아보지만 알맞은 집을 구하는 일이 만만치 않다. 결국 아버지에게서 물려받아 세를 주고 있던 낡은 집을 허물고 그곳에 새 집을 짓기로 한다. 그러나 레미콘 공사와 함께 시작된 공사는 여러 가지 어려움으로 집 짓기는 쉽지 않다.

## 등장 인물

### 주요 인물
- 강남길 : 강달수 역
- 임예진 : 달수의 아내 역
- 조형기 : 형기 역 - 달수의 친구, 건축업자

### 그 외 인물
- 현석 : 현석현 역 - 달수의 은행 직속상사
- 윤문식 : 슈퍼 주인 역
- 홍성민 : 설계사 역
- 손창호 : 동네 주민 역
- 송도순 : 동네 반장 역
- 홍민우 : 경찰 역
- 홍성선 : 경찰 역
- 문동근
- 이상미 : 사고당한 아이의 엄마 역
- 이승현
- 김각중 : 공사 현장 관계자 역
- 오현섭 : 공사 현장 관계자 역
- 최범호 : 달수의 직장 동료 역
- 왕태언
- 김동석
- 최지우 : 달수의 직장 동료 역
- 이성재
- 방수환 : 달수의 아들 역